# Dongpo (Yihuang)
Dongpo (chinesisch 東陂鎮 / 东陂镇, Pinyin Dōngpō Zhèn) ist eine Großgemeinde im Süden des Kreises Yihuang im Verwaltungsgebiet der bezirksfreien Stadt Fuzhou der chinesischen Provinz Jiangxi. Dongpo besitzt eine Fläche von 164 km². Ende 2019 hatte die Großgemeinde 2666 Haushalte mit insgesamt 10.994 Menschen, 10.032 davon Landwirte und deren Angehörige. Die Großgemeinde verfügt über 13.051 ha nutzbares Land, Ende 2019 wurden davon 893 ha als Ackerland genutzt.

## Geschichte
Dongpo war ursprünglich eine ländliche Gemeinde des Kreises Yihuang; der Ort besaß nie eine Garnison oder Stadtmauer. Im Jahr 1929 stellte die Kommunistische Partei Chinas in Yihuang eine Vorbereitungskommission für das örtliche Kreisrevolutionskomitee (宜黄县革命委员会筹备委员会) auf, im April 1931 wurde das Kreisrevolutionskomitee schließlich gegründet. Als die KPCh am 7. November 1931 in Ruijin die Chinesische Sowjetrepublik (中华苏维埃共和国, Pinyin Zhōnghuá Sūwéi'āi Gònghéguó) ausrief, gehörte Dongpo zum Territorium des neuen Staates. Der Sitz der Kreissowjetregierung (县苏维埃政府) befand sich ursprünglich im heutigen Ningdu. Im März 1932 wurde der Kreissowjet nach Dongpo verlegt, im Juli jenes Jahres dann jedoch 10 km weiter nördlich nach Huangpi.
Im Januar 1933 begannen die Kuomintang-Truppen unter der Führung von Generalleutnant Chen Cheng mit dem Vierten Belagerungsfeldzug gegen den Jiangxi-Sowjet (第四次围剿). Im Februar 1933 begann die Rote Arbeiter- und Bauernarmee Chinas (中国工农红军) mit Gegenaktionen, dem sogenannten „Vierten Antibelagerungsfeldzug des Zentralen Sowjetgebiets“ (中央苏区第四次反围剿战争). Ab dem 2. März 1933 versuchten die Kuomintang-Truppen zehn Tage lang, die Hauptstreitmacht der KPCh in dem unübersichtlichen Berggebiet um die Strohsandalen-Anhöhe (草鞋岗) 5 km südlich von Dongpo zu finden. Diese hatte sich jedoch bereits zurückgezogen, wovon die Kuomintang aufgrund eines Mangels an örtlichen Kollaborateuren keine Kenntnis hatte. Ab dem 15. März sickerte die Hauptstreitmacht der Roten Armee nach und nach in das Gebiet ein und wartete, aufgeteilt in kleine Gruppen, auf eine Gelegenheit zum Zuschlagen. Durch das bergige Gelände, die dichte Bewaldung und die schlechten Straßen bzw. Wege konnte die Kuomintang weder schweres Gerät einsetzen noch auf Luftunterstützung zurückgreifen, während die leicht bewaffneten und in mobiler Bergkriegsführung erfahrenen Kämpfer der Roten Armee dort optimale Bedingungen vorfanden. Am 20. März näherte sich die 9. Division der Kuomintang erneut Dongpo, wobei sie sich von der Hauptstreitmacht fast 50 km entfernte; die nächsten Kuomintang-Truppen waren die 11. und die 59. Division auf der Strohsandalen-Anhöhe. Daraufhin beschlossen Zhou Enlai und Zhu De, die im Ahnentempel der Familie Xu (徐氏宗祠) an der Einfahrt von Huangboling ihren Kommandostand eingerichtet hatten, am 21. März 1933 bei Tagesanbruch einen Überraschungsangriff zu starten. Um 5 Uhr nachmittags jenes Tages waren alle drei Divisionen weitgehend vernichtet. Mehr als 10.000 Kuomintang-Soldaten wurden gefangen genommen, darunter zwei Divisionskommandeure, und 10.000 Gewehre wurden erbeutet. Ein Jahr später musste die Rote Armee dennoch zum Langen Marsch aufbrechen.
Seit dem 9. März 2018 steht der Ahnentempel der Familie Xu auf der Liste der Denkmäler der Provinz Jiangxi.
Nachdem die Rote Armee am 10. Mai 1949 den Kreis Yihuang wieder eingenommen hatte, gehörte die Gegend zunächst zum Gebiet Fuzhou (抚州地区). Bei einer Strukturreform im Jahr 1956 wurden die alten Gemeinden Bianshan, Dongbei, Guanfang, Huangboling und Meiwan in Verwaltungsdörfer umgewandelt und Dongpo unterstellt. 1958 wurde die Volkskommune Dongpo (东陂公社) gegründet, die im Juni 1984 im Zuge der Reform- und Öffnungspolitik aufgelöst und wieder in eine Gemeinde umgewandelt wurde.
1996 wurde Dongpo schließlich zur Großgemeinde hochgestuft.

## Administrative Gliederung
Die Großgemeinde Dongpo setzt sich aus einer Einwohnergemeinschaft und elf Verwaltungsdörfern zusammen. Diese sind:
- Einwohnergemeinschaft Dongpo Zhen (东陂镇社区), Sitz der Gemeinderegierung
- Dorf Bianshan (边山村)
- Dorf Cengyuan (层源村)
- Dorf Dongbei (东陂村)
- Dorf Ganxi (干溪村)
- Dorf Guanfang (管坊村)
- Dorf Hexi (河溪村)
- Dorf Huangboling (黄柏岭村)
- Dorf Jiangbei (江背村)
- Dorf Meiwan (梅湾村)
- Dorf Paishang (排上村)
- Dorf Sanxi (三溪村)

## Verkehrsanbindung
Die Einwohnergemeinschaft Dongpo, der Sitz der Gemeinderegierung, liegt 49 km von der Kreisstadt Yihuang entfernt. Diese kann über die Staatsstraße S208/S218 erreicht werden. Nach Süden ist Dongpo über besagte Straße  mit der Großgemeinde Dongshanba im Kreis Ningdu und der Autobahn Putian-Yanling verbunden.